# كاتينانوفا
كاتينانوفا (بالإيطالية: Catenanuova)‏ هي بلدية في مقاطعة إنا في صقلية الإيطالية.

## السكان
في سنة 1861 بلغ عدد السكان 1٬679 نسمة، وتطور العدد ليصل في سنة 2011 لـ 4٬999 نسمة.
يظهر هذا المخطط البياني تطور النمو السكاني لـ كاتينانوفا

## توأمة
لكاتينانوفا اتفاقيات توأمة مع:
- آتشي كاتينا